# Torre della Trinità (Kitaj-gorod)

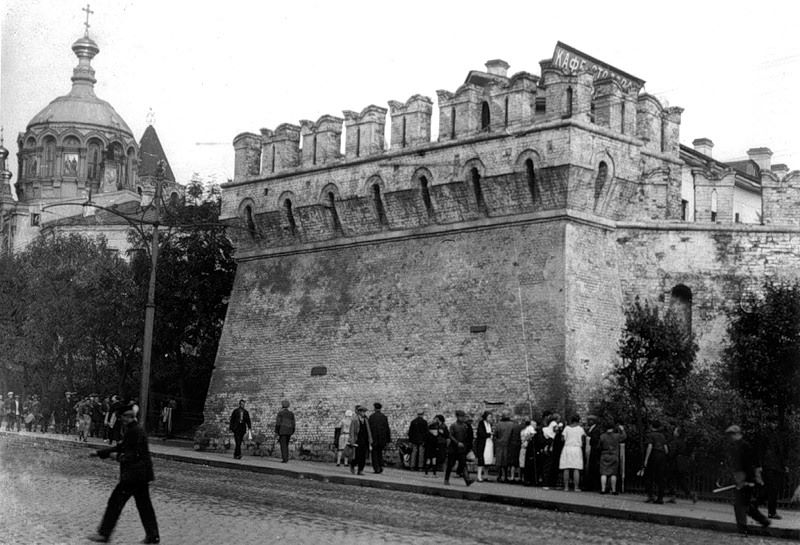
La Torre della Trinità prima del 1934, anno della demolizione.

La Torre della Trinità è una delle torri perdute della cinta muraria di Kitaj-gorod. Prende il nome dalla vicina chiesa della Trinità nei Campi (anch'essa demolita). Un altro nome, Quadrangolare, le era stato dato per la sua forma quadrangolare.
Inizialmente la torre era dotata di un passaggio che conduceva al ponte sul fossato in via Rozhdestvenka, che in seguito sarebbe stato murato. 
Venne demolita nel 1934 insieme a gran parte del muro di Kitaj-gorod.

## Letteratura
- Romanyuk S.K. Mosca. Kitay-gorod: Guida. - M.: ANO IC "Moskvovedenie"; JSC "Libri di testo di Mosca", 2007. - 320 p. — (Nuova guida di Mosca).